# The Masterworks
A The Masterworks a Yes 2000-es válogatáslemeze, mely két különböző koncert számait tartalmazza. Az első három dalt 1997. december 7-én, a Los Angeles-i Universal Amphitheatreben vették fel, míg a többit 1999. október 31-én  a Las Vegas-i The House of Blues-ban.

## Számok listája
1. Siberian Khatru
2. Heart of the Sunrise
3. Starship Trooper
4. Yours Is No Disgrace
5. Time and a Word/Homeworld (The Ladder)
6. Perpetual Change
7. Lightning Strikes
8. The Messenger
9. Ritual (Nous Sommes Du Soleil)/And You And I
10. It Will Be a Good Day (The River)
11. Face to Face
12. Awaken
13. I've Seen All Good People
14. Roundabout/House Of Blues Jam

## Közreműködő zenészek
- Jon Anderson – ének
- Chris Squire – basszusgitár, ének
- Alan White – dob
- Steve Howe – gitár
- Billy Sherwood – billentyűs hangszerek, gitár
- Igor Khoroshev – billentyűs hangszerek

style="background:#9EFF9E;vertical-align:middle;text-align:center;" class="table-yes"|Igen